# Masters of Chant Chapter II
Masters of Chant Chapter II – trzeci album zespołu Gregorian, złożony z coverów różnych wykonawców.

## Lista utworów
1. "Moment of Peace" (Amelia Brightman, Carsten Heusmann)
2. "The First Time Ever I Saw Your Face" (Roberta Flack)
3. "In the Air Tonight" (Phil Collins)
4. "Bonny Portmore"
5. "Hymn" (Barclay James Harvest)
6. "Child in Time" (Deep Purple)
7. "Everybody's Gotta Learn Sometime" (The Korgis)
8. "Wish You Were Here" (Pink Floyd)
9. "Lady d'Arbanville" (Cat Stevens)
10. "Heaven Can Wait" (Meat Loaf)
11. "Babylon"
12. "Stairway to Heaven" (Led Zeppelin)

### Utwory dodatkowe zamieszczone na francuskiej i belgijskiej edycji płyty
1. "Voyage Voyage" (Desireless)
2. "Rêver" (Mylène Farmer)
3. "Instant de Paix" (Amelia Brightman, Carsten Heusmann)